# 붉은왜가리
붉은왜가리(Purple heron, Ardea purpurea)는 왜가리과의 한 종이다. 라틴어 ardea는 왜가리를, purpureus는 자주색을 뜻한다. 아프리카, 유럽 중남부, 아시아 남동부에서 서식한다.
왜가리와 모습이 비슷하지만 크기가 조금 더 작고 더 날씬하며 더 어두운 깃털을 보인다.

## 아종
3~4개의 아종이 있다.
- A. p. purpurea
- A. p. bournei
- A. p. madagascariensis
- A. p. manilensis